# Nanoscypha euspora
Nanoscypha euspora är en svampart som först beskrevs av Rick, och fick sitt nu gällande namn av S.E. Carp. 1981. Nanoscypha euspora ingår i släktet Nanoscypha och familjen Sarcoscyphaceae.   Inga underarter finns listade i Catalogue of Life.